# Pheugopedius fasciatoventris
El cucarachero ventrinegro (Pheugopedius fasciatoventris), también denominado soterrey vientrinegro, es una especie de ave paseriforme de la familia Troglodytidae endémica de América Central y Colombia. 

## Distribución y hábitat
Se encuentra únicamente en el noroeste de Colombia, Costa Rica y Panamá. Su hábitat natural son los bosques húmedos tropicales, aunque también vive en zonas arboladas degradadas.

## Taxonomía
Se reconocen tres subespecies:
- P. f. melanogaster – se encuentra desde el sur de Costa Rica hasta el oeste de Panamá;
- P. f. albigularis – presente desde el este de Panamá hasta el noroeste de Colombia (Chocó);
- P. f. fasciatoventris – norte de Colombia hasta el Río Magdalena;